# Báo và Đài Phát thanh – Truyền hình Lạng Sơn
Báo và Đài Phát thanh – Truyền hình tỉnh Lạng Sơn (tiếng Anh: Lang Son Provincial Newspaper and Radio - Television Station, viết tắt: LSTV) là đơn vị sự nghiệp báo chí trực thuộc Tỉnh ủy Lạng Sơn.

## Lịch sử
- Đài Phát thanh Lạng Sơn được thành lập theo Quyết định số 18UB/QĐ-TC ngày 12 tháng 2 năm 1979. Sau này, Quyết định số: 127 UB/QĐ-TC ngày 13 tháng 8 năm 1991 của Ủy ban nhân dân tỉnh Lạng Sơn về việc thành lập Đài Phát thanh - Truyền hình Lạng Sơn.
- Năm 2003, đài đã lắp đặt 3 trạm phát lại truyền hình tại Tân Hương (huyện Bắc Sơn), Gia Lộc (huyện Chi Lăng), Hồng Phong (huyện Bình Gia) và 12 trạm truyền thanh, 10 trạm phát thanh FM tại 32 thôn, xã trên địa bàn 10 huyện, 37 điểm thu truyền hình từ vệ tinh DTH, cấp phát 54 máy thu hình, cấp và bán trợ giá hàng nghìn máy thu thanh.
- Năm 2004, toàn tỉnh đã có 49 trạm phát lại truyền hình, 73 trạm truyền thanh và phát sóng FM, góp phần nâng tỷ lệ hộ dân được xem đài lên 65%, số hộ được nghe đài lên 98%.
- Đài phấn đấu đến năm 2005, 226/226 số xã có trạm truyền thanh, đưa tỷ lệ số hộ được nghe đài lên 100%, tăng tỷ lệ số hộ được xem truyền hình lên 70% (năm 2003 là 55%) và các năm sau tăng bình quân 7%/năm.
- Từ ngày 1/12/2009, kênh LTV đổi tên thành LSTV.
- Ngày 1/1/2010, Đài Phát thanh - Truyền hình Lạng Sơn phát sóng kênh LSTV2.
- Từ ngày 1/12/2012: kênh LSTV2 dừng phát sóng.
- Từ ngày 1/4/2025: Báo Lạng Sơn và Đài Phát thanh - Truyền hình Lạng Sơn sáp nhập, trở thành Báo và Đài Phát thanh - Truyền hình Lạng Sơn.
- Hiện nay, mỗi ngày Đài Phát thanh - Truyền hình Lạng Sơn sản xuất một chương trình truyền hình thời lượng 40 phút, bản tin buổi trưa thời lượng 10 phút, phát sóng chương trình truyền hình địa phương 4h/ ngày, mỗi tuần thực hiện 03 chương trình truyền hình tiếng Dao, 03 chương trình tiếng Tày - Nùng. Đồng thời, mỗi ngày sản xuất 2 chương trình phát thanh tiếng Việt, 2 chương trình phát thanh tiếng Dao, tiếng Tày - Nùng với tổng thời lượng phát sóng 4h/ ngày.[2]

## Lãnh đạo
- Giám đốc: Ông Nguyễn Đông Bắc
- Phó Giám đốc phụ trách Nội dung: Bà Hoàng Thị Tươi
- Phó Giám đốc phụ trách Tổ chức - Hành chính: Ông Đỗ Sơn Lâm
- Phó Giám đốc phụ trách Kỹ thuật: Ông Vũ Thành Sơn

## Hệ thống kĩ thuật của đài
- Đài Phát thanh - Truyền hình Lạng Sơn đã hoàn thiện cả về kỹ thuật và nội dung không chỉ sản xuất, phát sóng các chương trình phát thanh, truyền hình địa phương mà còn tiếp sóng toàn bộ các chương trình của Đài Tiếng nói Việt Nam, Đài Truyền hình Việt Nam.
- Đài Phát thanh - Truyền hình Lạng Sơn đã phủ sóng truyền hình 80% số hộ, phủ sóng phát thanh 100% số hộ, trong đó 60% số hộ trong tỉnh được xem chương trình truyền hình Lạng Sơn.

## Chương trình
Phát thanh
- Chương trình phát thanh trực tiếp vào lúc 10h00 hàng ngày, trong thời gian phát sóng có thể yêu cầu bài hát hoặc giải đáp những vấn đề xã hội qua số điện thoại (0205) 3811 188.
- Chương trình phát thanh tiếng Kinh, tiếng Tày, tiếng Nùng,... vào lúc 19h00 - 21h00 hàng ngày.

Truyền hình
- Chương trình thời sự vào lúc 06h00, 09h00, 10h30, 15h00, 19h45 hàng ngày.
- Trang truyền hình cơ sở (phát sóng từ thứ 2 đến thứ 6 hàng tuần).

## Khen thưởng
- Đài được nhà nước trao tặng Huân chương lao động hạng ba năm 2000,  Huân chương lao động hạng nhì năm 2005, nhiều năm được Đài Truyền hình Việt Nam và Đài Tiếng nói Việt Nam tặng cờ thi đua xuất sắc.

## Thời lượng phát sóng
LSTV
- 16/11/1995 - 31/12/1997: 06h00 - 09h00, 18h00 - 22h00 hàng ngày (7/24h).
- 01/01/1998 - 15/11/2001: 06h00 - 11h00, 18h00 - 24h00 hàng ngày (11/24h).
- 16/11/2001 - 31/12/2011: 06h00 - 11h00, 15h00 - 24h00 hàng ngày (14/24h)
- 01/01/2012 - nay: 06h00 - 24h00 hàng ngày (18/24h, phát chương trình tương tác Play Music từ 12h30 - 15h00 từ 1/1/2012 đến khoảng giữa năm 2018, tiếp sóng VTV1 từ 12h30 - 15h00 từ khoảng giữa năm 2018 - nay).

LSTV2 (cũ)
- 1/1/2010 - 30/11/2012: 06h00 - 23h00 hàng ngày (17/23h).

Kênh Phát thanh Lạng Sơn
- 12 tháng 2 năm 1979 - nay: 10h00 - 12h00 hàng ngày (trực tiếp); 19h00 - 21h00 hàng ngày

## Hạ tầng phát sóng
Kênh LSTV (trước đây là kênh LSTV1) phát sóng với thời lượng từ 06h00 đến 24h00 hàng ngày từ ngày 01/01/2012 đến nay.
- VTVCab: Kênh 258
- SCTV: cáp Analog tại Lạng Sơn, phú sóng DVB-T2
- VTC Digital: Kênh 106
- MyTV - VNPT: Kênh 121
- FPT: Kênh 155
- ViettelTV: Kênh 236
- Truyền hình OTT: VieON, HTVC, FPT Play, Clip TV, MyTV net, VTVCab ON, HTVC TVoD, LSTV Go, VTVgo
- Xem trực tiếp: langsontv.vn

Kênh LSTV2 phát sóng từ 06h00 đến 23h00 hàng ngày từ ngày 1 tháng 1 năm 2010 đến ngày 30 tháng 11 năm 2012.